# Singerberg
Singerberg was een gemeente in de Duitse deelstaat Thüringen. De gemeente bestond tussen 1994 en 1996 en was toen deel van de landkreis Arnstadt. De gemeente telde ongeveer 1500 inwoners.
Singerberg werd gevormd in 1994 door de fusie van de toenmalige gemeenten Dörnfeld an der Ilm, Geilsdorf, Gösselborn, Griesheim, Hammersfeld, Singen en Traßdorf. Het gemeentebestuur zetelde in Singen. Drie maanden na de vorming werd het Landkreis Arnstadt opgeheven en werd de gemeente deel van Ilm-Kreis.
In 1996 werd de gemeente al weer opgeheven en werden de dorpen deel van de nieuwe gemeente Ilmtal, die op 6 juli 2018 opging in de gemeente Stadtilm.